# 사랑 (1948년 영화)
사랑(L'Amore, Ways Of Love)은 이탈리아에서 제작된 로베르토 로셀리니 감독의 1948년 영화이다. 안나 마냐니 등이 주연으로 출연하였고 피에르 보롱베르제 등이 제작에 참여하였다.

## 출연

### 주연
- 안나 마냐니

### 조연
- 찰스 블래벳
- 자크 B. 브루니우스
- 페데리코 펠리니

## 제작진
- 기술: 알도 톤티